# Polnische Spielkarten
|   | Laub (Wino) | Herz (Czerwień) | Eichel (Żołądź) | Schellen (Dzwonek) |
| D |             |                 |                 |                    |
| K |             |                 |                 |                    |
| O |             |                 |                 |                    |
| U |             |                 |                 |                    |
| X |             |                 |                 |                    |
| 9 |             |                 |                 |                    |
| 8 |             |                 |                 |                    |
| 7 |             |                 |                 |                    |
| 6 |             |                 |                 |                    |

Polnische Spielkarten (Karty polskie) werden seit dem 15. Jahrhundert hergestellt und umfassen sowohl das französische als auch das deutsche Blatt. Polnische Spielkarten können sich auch im engeren Sinne auf das polnische Bild beziehen: traditionelle Kartenblätter mit 36 Spielkarten des deutschen Bild, die in Polen nach lokalem Design hergestellt wurden.

## Beschreibung
Das polnische Bild besteht aus den vier Farben Laub/Schippen/Gras (Wino), Herz (Czerwień), Eichel (Żołądź) und Schellen (Dzwonek). Jede Farbe hat fünf Bildkarten: das Ass oder Daus (Tuz), die Zehn (Kralka) oder Banner (Banner), der König (Król), der Ober (Wyżnik) und der Unter (Niżnik), und vier Zahlenkarten: die Neun (Dziewiątka), Acht (Ósemka), Sieben (Siódemka) und Sechs (Szóstka). Manchmal gibt es zusätzliche Karten wie die Fünf (Piątka), Vier (Czwórka) und Drei (Trójka).

## Geschichte
Die ersten Karten dieser Art wurden aus Deutschland importiert und tauchten bereits im 15. Jahrhundert in polnischen Städten auf. Bald darauf begann die heimische Produktion. Im 16. Jahrhundert begann die Spielkartenherstellung in Lwów, Breslau, Posen, Olkusz und Krakau.
Laut Łukasz Gołębiowski wurden polnische Karten mit deutschen Farben unter anderem für die Spiele Kupiec, Kasztelan, Wózek, Skrzetułka, Drużbart, Pamfil, Chapanka, Tryszak, Mariasz, Piquet (Pikieta) und Cwik.
Ab dem 18. Jahrhundert setzten sich das französische Blatt und die französische Terminologie allmählich durch, während traditionelle polnische Karten im Laufe des 19. Jahrhunderts allmählich an Popularität verloren. Heute werden Karten dieses Blatts (mit bloß 32 Karten) in Schlesien noch immer für das Spiel Skat verwendet. Tarockblätter wurden einst auch für polnisches Taroki hergestellt aber heute nicht mehr.
Bedeutende polnische Kartenhersteller des späten 19. und 20. Jahrhunderts waren Willink aus Warschau, Pierswsza und Karpalit aus Lwów, die Krakauer Spielkartenfabrik und die staatliche KZWP. Letztere dominiert den Markt und wurde kürzlich in Trefl umbenannt.

## Tarock
Tarockblätter wurden einst auch für polnisches Taroki hergestellt, heute (2025) aber nicht mehr. Die wenige polnische Tarockspieler, die zwei Varianten Taroki spielen, verwenden Karten von Piatnik.

## Karten in der Romanliteratur
- Ignacy Krasicki.